# Список правителів королівства Морганнуг
Список правителів королівства Морганнуг — перелік володарів держави, що спочатку називалася Глівісінг, а з 930 року отримала назву Морганнуг. Усі королі були представниками династія Магна Максима. Згодом посідали володарі з династії Гуртеірна

## Королі

### Династія Магна Максима
- Глівіс ап Солор, 470—480 роки
- Гвінліу Бородатий, 480—523 роки
- Кадок Мудрий, 523—580 роки
- Мейріг ап Карадог, 580—590 роки
- Ербіг ап Мейріг, 590—595 роки
- Ерб ап Ербіг, 595—610 роки
- Нинніон ап Ерб, 610—615 роки
- Лліварх ап Нинніон, 615—620 роки

### Династія Гуртеірна
- Ітел ап Атруіс, 620—625 роки
- Морган ап Атруіс, 625—665 роки
- Ітел II, 665—685 роки
- Морган II Багатий, 685—715 роки
- Ітел III ап Морган, 715—755 роки

### Династія Магна Максима
- Родрі ап Ітел, 775—785 роки
- Ріс ап Ітел, 750—785 роки
- Меуріг II, 775—785 роки
- Артфел Старий, 785—825 роки
- Ріс II, 825—856 роки
- Гівел ап Ріс, 856—886 роки
- Овейн I, 886—930 роки
- Гріфід ап Овейн, 930—934 роки
- Кадуган ап Овейн, 930—950 роки
- Морган III Старий, 930—974 роки
- Ідвалон ап Морган, 974—990 роки
- Ріс III, 990—1000 роки
- Гівел II, 990—1043 роки
- Іестін ап Овейн, 990—1015 роки
- Рідерх ап Іестін, 1015—1033 роки
- Гріфід II, 1033—1055 роки
- Гургант ап Ітел, 1033—1070 роки

### Династія Рудлан
- Гріфід III, 1055—1063 роки

### Династія Магна Максима
- Кадуган II, 1063—1074 роки
- Карадог ап Гріфід, 1074—1081 роки
- Іестін II, 1081—1093 роки